# Iona
Iona (Ì Chaluim Cille em gaélico), é uma pequena ilha pertencente ao arquipélago das Hébridas da Escócia.

## Geografia
Iona encontra-se a cerca de 2 km da costa de Mull. Comprimento, com uma população residente de 125 é cerca de 2 km de largura e 6 km. A geologia da ilha consiste principalmente em período pré-cambriano gnaisses Lewisian com Torridonian de rochas sedimentares do lado oriental e pequenos afloramentos de granito rosa nas praias orientais. Como outros lugares varridas pela brisa do oceano, existem poucas árvores; a maioria deles está perto da igreja paroquial.
Ponto mais alto do Iona é Dùn Ì, 101 metros , um forte da colina da idade do ferro datando de 100 A.C. – 200 AD. Características geográficas do Iona incluem a baía no fundo do oceano e Càrn Cùl ri Éirinn (o colina/Cairn de [transformando a] volta para a Irlanda), disse ser adjacente à praia onde St Columba desembarcado pela primeira vez.
A principal povoação, localizada na Baía de St Ronan no lado oriental da ilha, chama-se Baile Mòr e também é conhecida localmente como "The Village". A escola primária, correios, dois hotéis da ilha, a casa do bispo e as ruínas do convento são aqui. O centro de MacLeod e Abadia são uma curta caminhada para o norte. Port Bàn (Porto branco) praia do lado oeste da ilha está em casa para a festa de praia do Iona.
Existem numerosas ilhotas offshore e skerries: Eilean Annraidh (ilha da tempestade) e Eilean Chalbha (ilha de bezerro) ao norte, Rèidh Eilean e Stac MhicMhurchaidh a oeste e Eilean Mùsimul (ilha de rato holm) e Soa ilha ao sul encontram-se entre o maior. O vaporizador Cathcart Parque carregando uma carga de sal de Runcorn a mecha encalhou na Soa em 15 de abril de 1912, a tripulação de 11 escapar em dois barcos.

## Monumentos
- Abadia de Iona